# Kapara

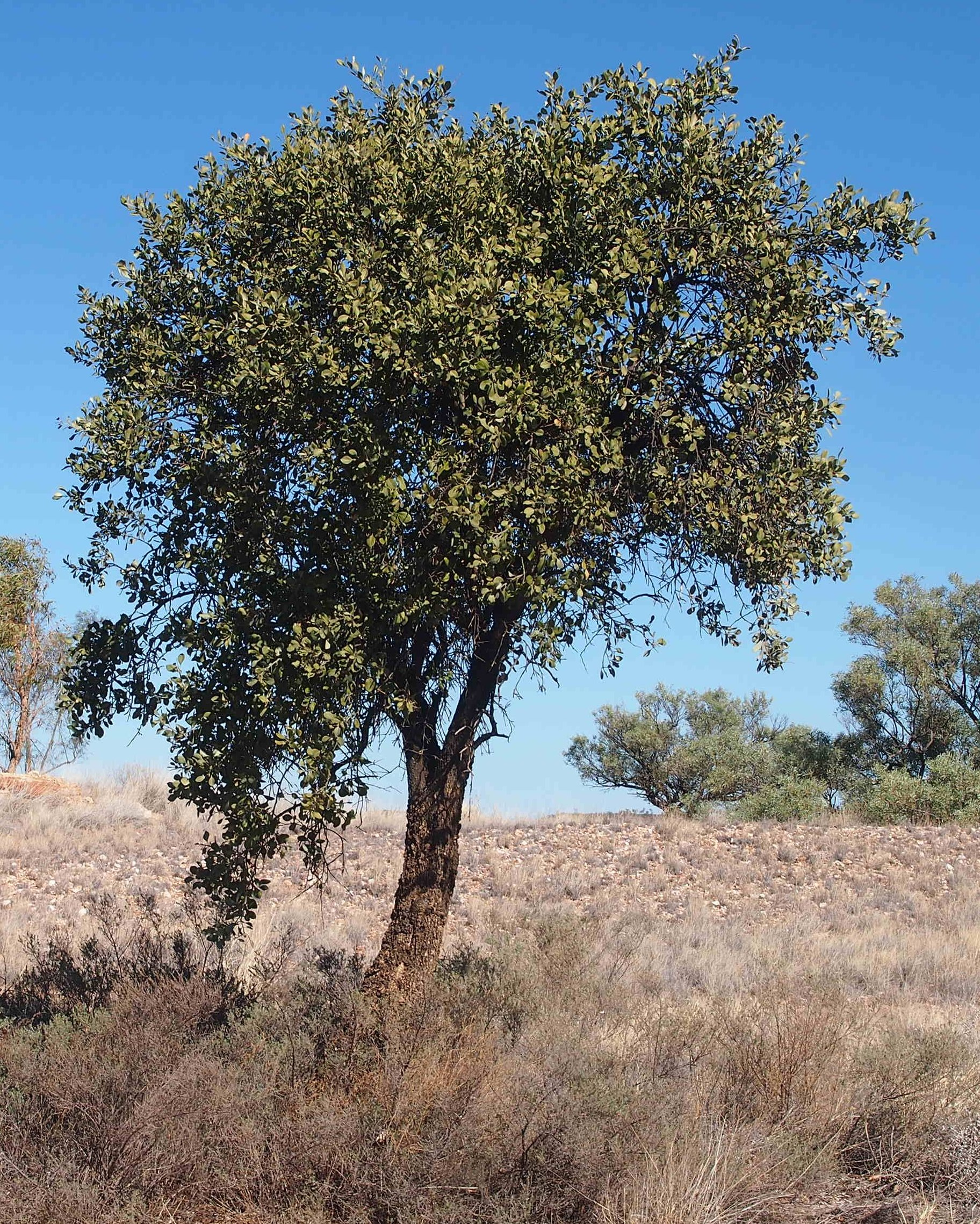
Australský stromovitý druh Capparis mitchellii

Kapara (Capparis), česky též kaparovník, je rod rostlin z čeledi kaparovité. Jsou to dřeviny s jednoduchými střídavými listy a poměrně nápadnými květy s dlouhými tyčinkami. Plodem je bobule. Rod zahrnuje v současném taxonomickém pojetí asi 143 druhů, rozšířených ve Starém světě od tropů po teplé oblasti mírného pásu. Americké druhy byly přeřazeny do rodu rozklan (Morisonia). Nakládaná poupata středomořské kapary trnité neboli kapary jsou oblíbenou pochutinou. Podobně jsou využívány i některé jiné druhy. Řada zejména asijských druhů je využívána v asijské medicíně.

## Popis
Kapary jsou stálezelené nebo řidčeji opadavé, vzpřímené nebo poléhavé keře, malé stromy nebo šplhavé liány. Odění je tvořeno jednoduchými, hvězdovitými nebo šupinovitými chlupy. Listy jsou jednoduché, střídavé, spirálně nebo dvouřadě uspořádané, řapíkaté až téměř přisedlé, bylinné až kožovité, celokrajné. Palisty bývají přeměněné v přímé či prohnuté párové trny, případně jsou štětinovité nebo mohou chybět. Květy jsou dvoustranně souměrné, oboupohlavné, uspořádané v úžlabních či vrcholových květenstvích různých typů (zejména hrozny, chocholíky nebo okolíky) nebo řidčeji jednotlivé. Kalich je čtyřčetný, volný nebo na bázi srostlý. Vnější dva lístky bývají dužnaté, vypouklé až člunkovité a obklopující zbývající květní části, spodní se někdy stává vakovitým. Vnitřní dva kališní lístky bývají tenké. Koruna je složená ze 4 převážně obvejčitých a opadavých lístků, z nichž vnější dva bývají spojené a na bázi vytvářejí prohlubeň, v niž se shromažďuje nektar. Tyčinek může být 7 až mnoho a mají dlouhé nitky, zpravidla přesahující korunní lístky. Semeník spočívá na dlouhém gynoforu, dosahujícím přibližně délky tyčinek. Obsahuje jedinou komůrku s několika až mnoha vajíčky a nese přisedlou bliznu. Plodem je kulovitá až elipsoidní, u většiny zástupců nepukavá bobule spočívající na protáhlém nebo ztlustlém gynoforu. Obsahuje 1 až mnoho ledvinovitých až téměř hranatých semen uložených v dužnině.

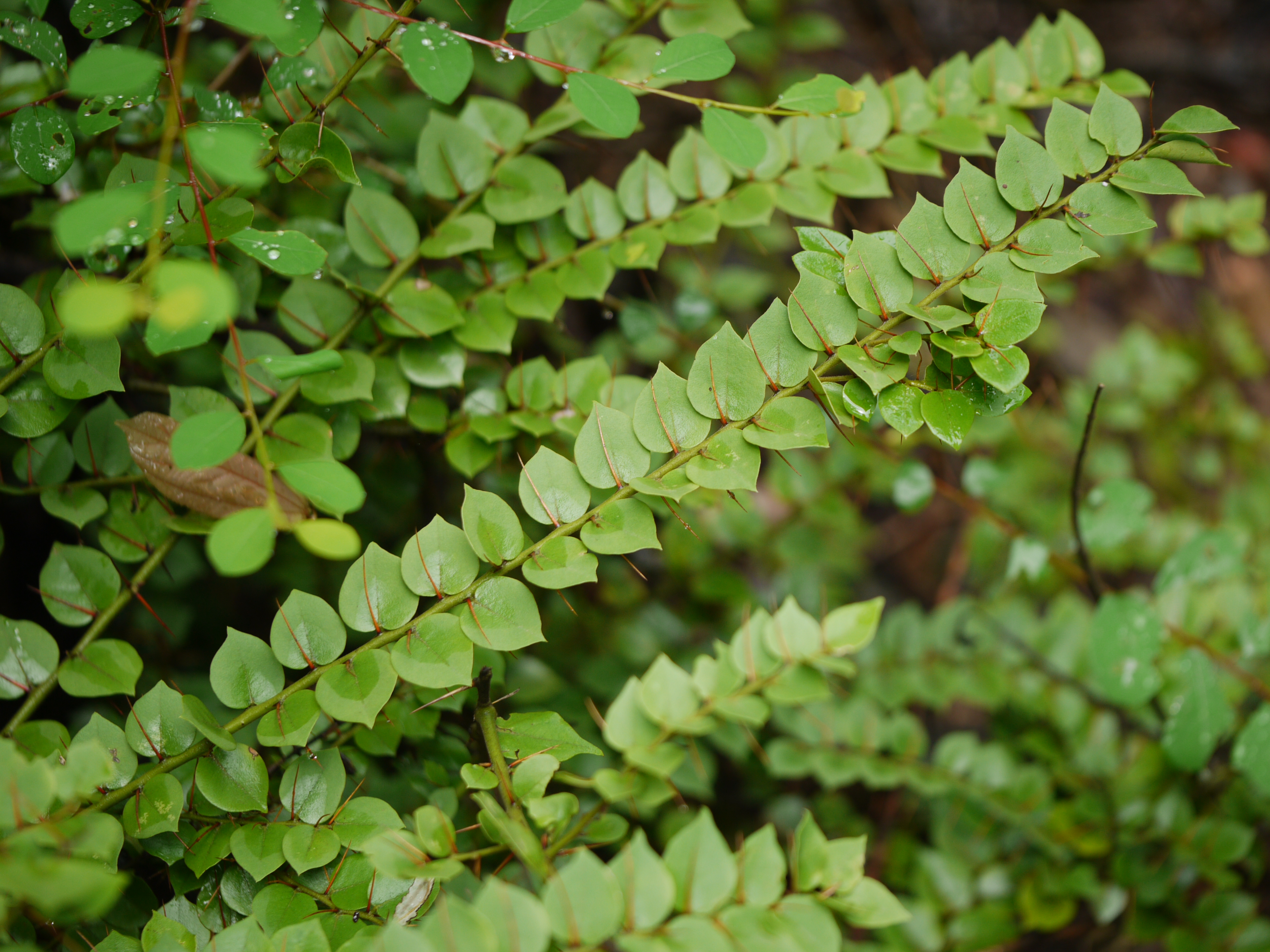
Neobvyklý drobnolistý druh Capparis rotundifolia
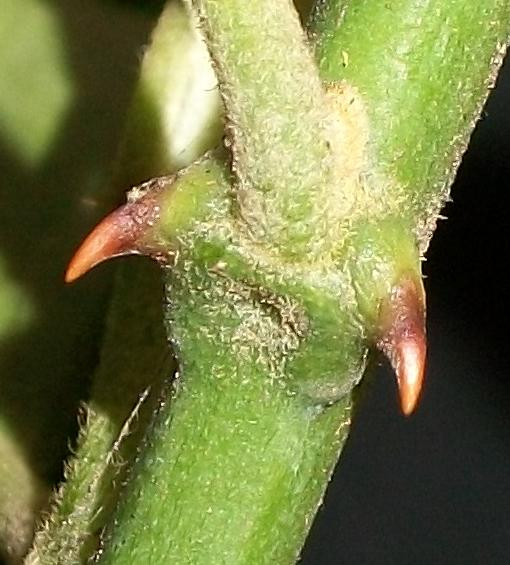
Párové trny vzniklé přeměnou palistů
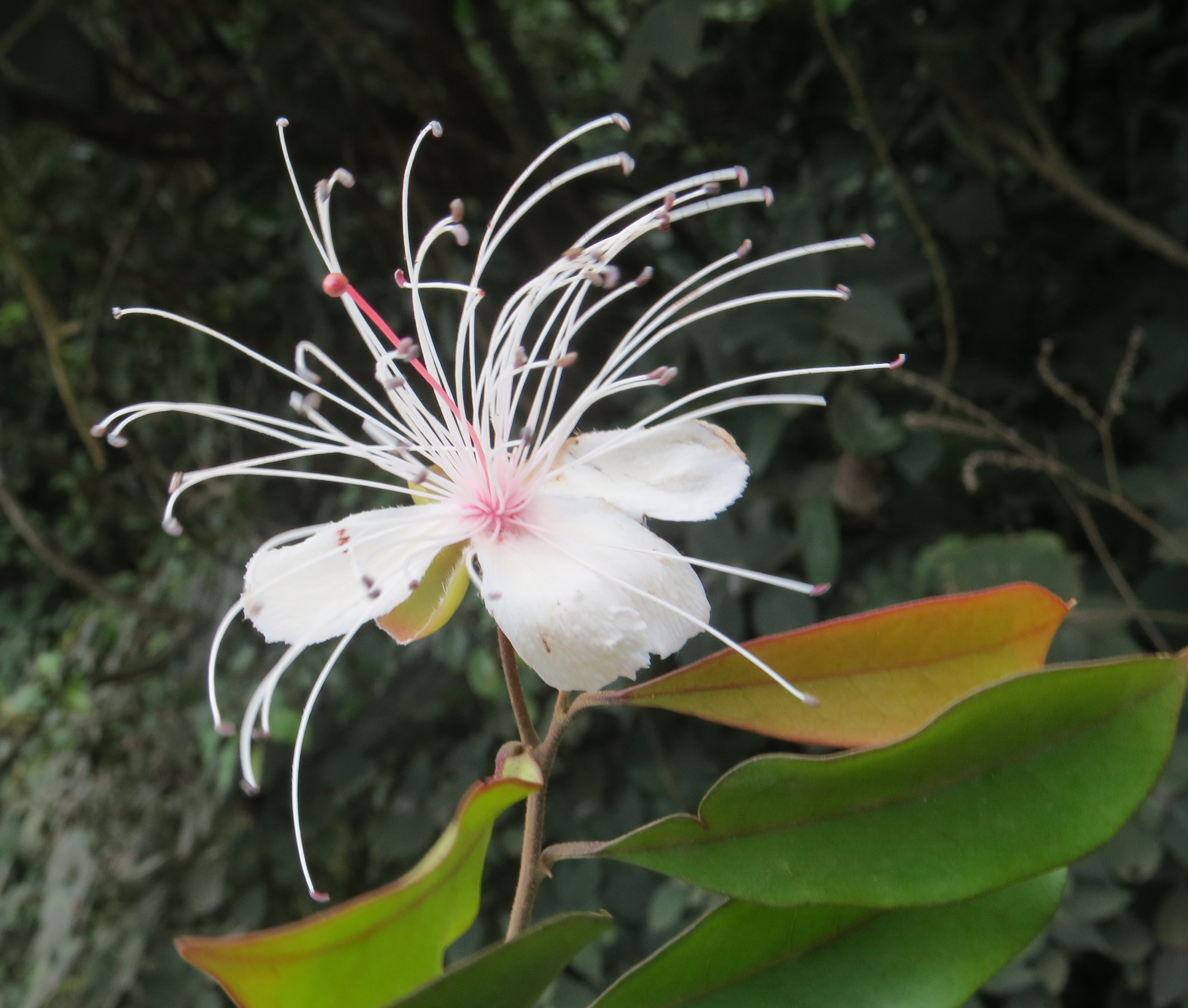
Květ Capparis cleghornii
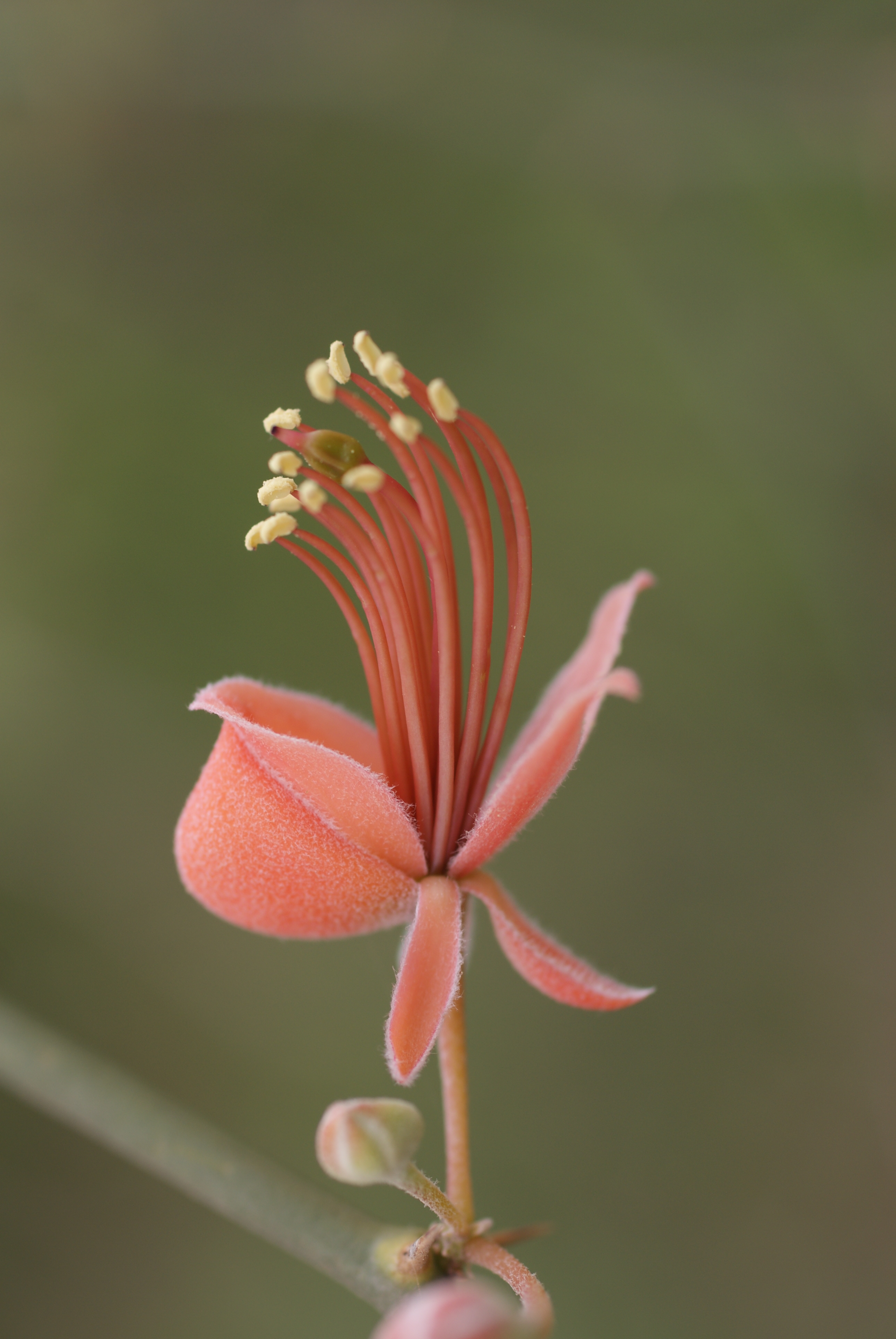
Květ kapary krvavokvěté (Capparis decidua)
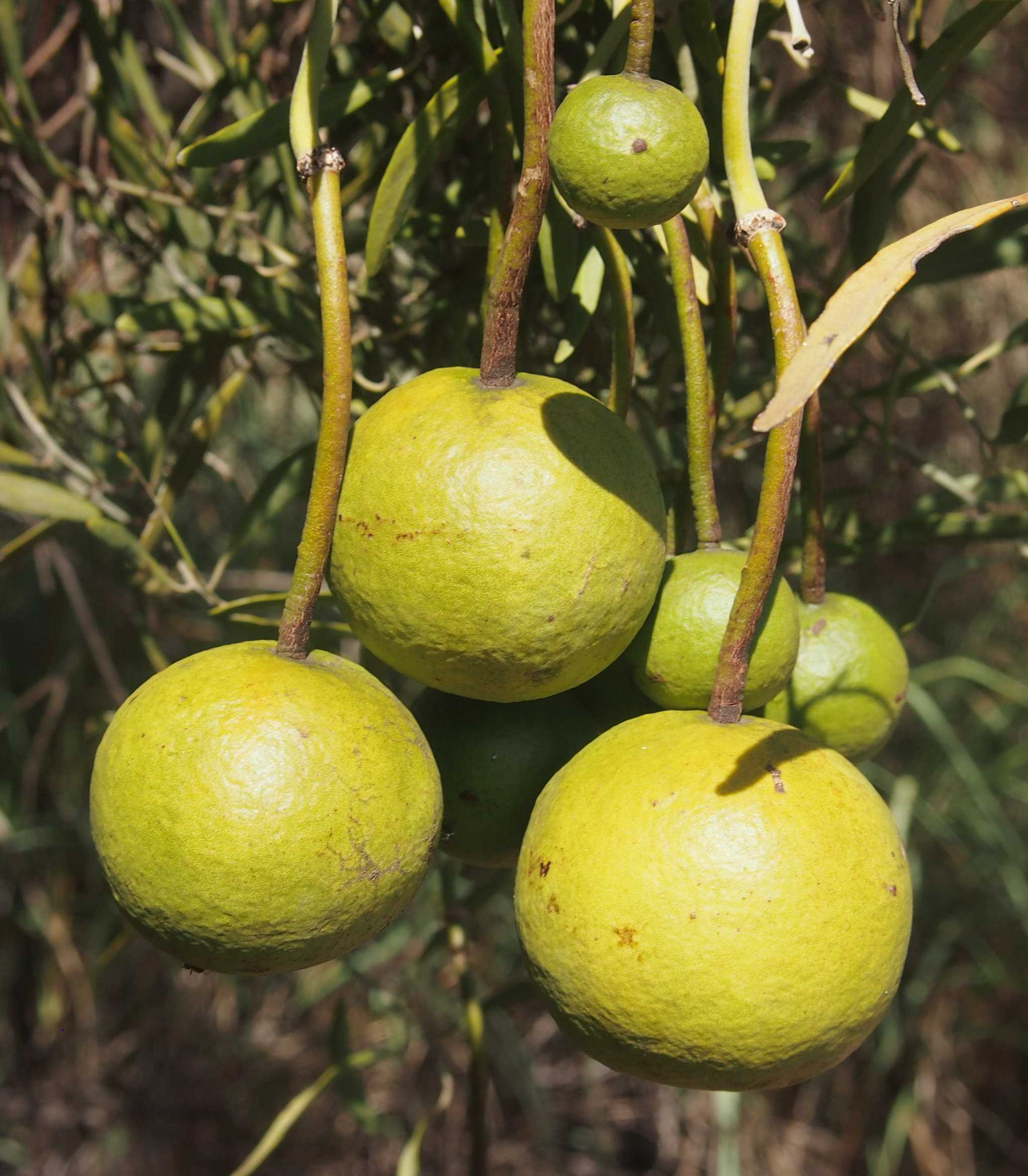
Capparis loranthifolia s plody

## Rozšíření
Rod Capparis je největším rodem čeledi kaparovité. Zahrnuje v současném taxonomickém pojetí asi 143 druhů, které jsou rozšířeny v teplejších oblastech Starého světa od tropů po teplé oblasti mírného pásu. Areál zahrnuje Středomoří, v podstatě celou Afriku, Madagaskar, Arábii, jihozápadní a Střední Asii, Indický subkontinent, Mongolsko, jižní Čínu, Indočínu, jihovýchodní Asii, Papuasii, Tichomoří a Austrálii. Chybí na Tasmánii a Novém Zélandu. V Evropě roste jediný a velmi variabilní druh, kapara trnitá (Capparis spinosa), rozšířený od západního Středomoří až po Mongolsko a Indii a zastoupený i na Nové Guineji a Filipínách. V České republice neroste.
Centrum druhové diverzity je v Indočíně, významný počet druhů roste také v Indii, Číně, jihovýchodní Asii a Austrálii.

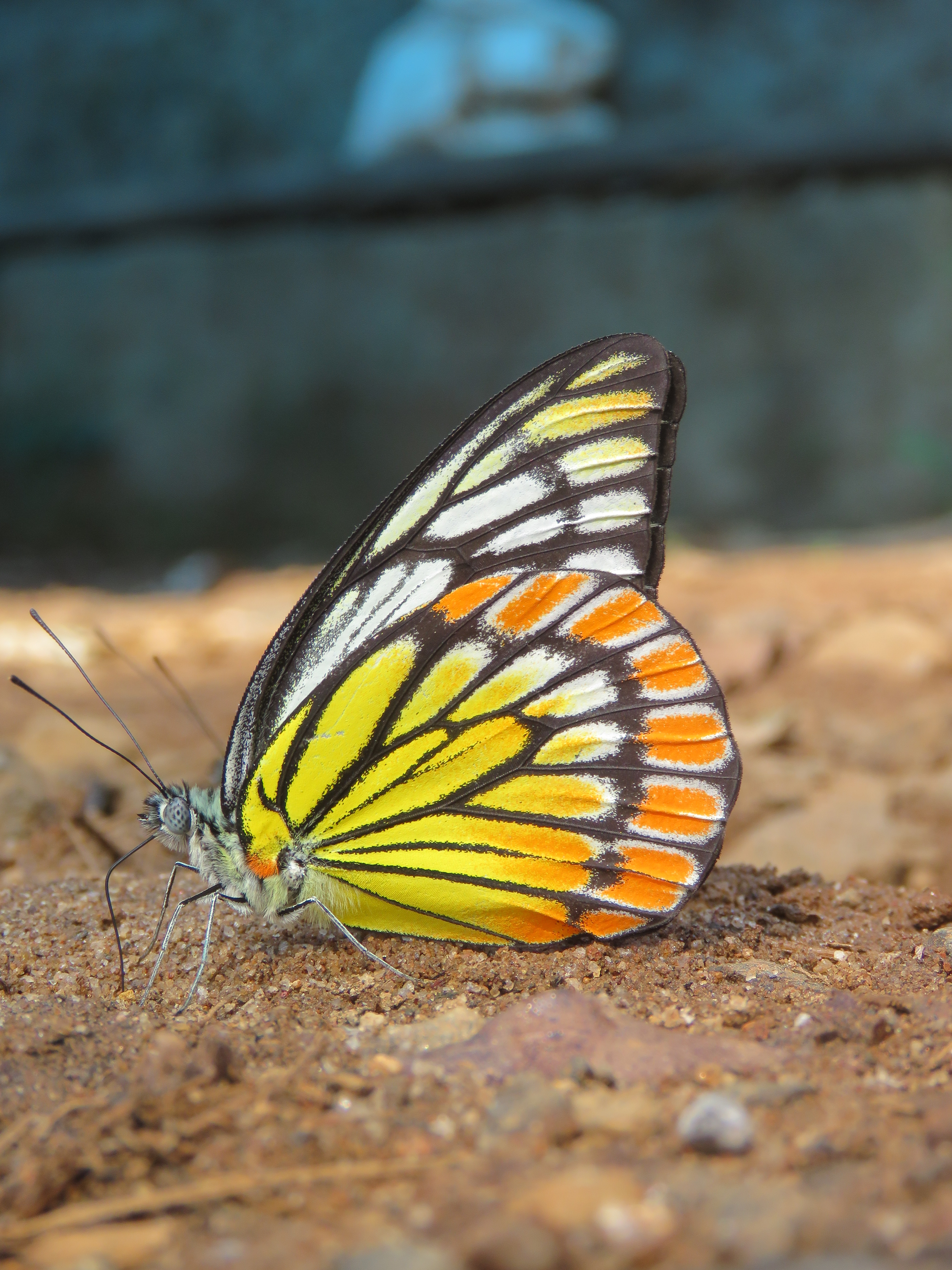
Pohledný běláskovitý motýl Prioneris sita z jižní Indie a Srí Lanky

## Ekologické interakce
Květy kapar jsou opylovány zejména včelami, lišaji nebo netopýry.
Na listech se živí housenky celé řady druhů běláskovitých motýlů, v Evropě běláska zelného (Pieris rapae), v tropické Asii a Africe řada druhů rodu Colotis a Leptotia, v tropické Asii dále Appias lyncida, Cepora nadina, C. nerissa, Hebomoia glaucippe, Ixias marianne, I. pyrene, Pareronia ceylanica, P. valeria, Prioneris clemanthe, P. sita, P. thestylis a četné jiné, v Africe Anaphaeis java, Belenois calypso a Pseudanaphaeis gidica.

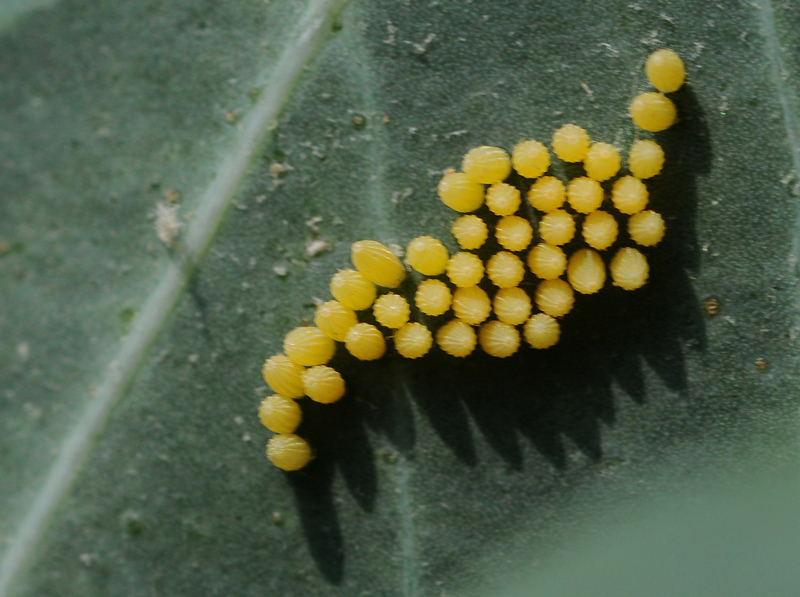
Vajíčka běláska zelného na listu kapary trnité
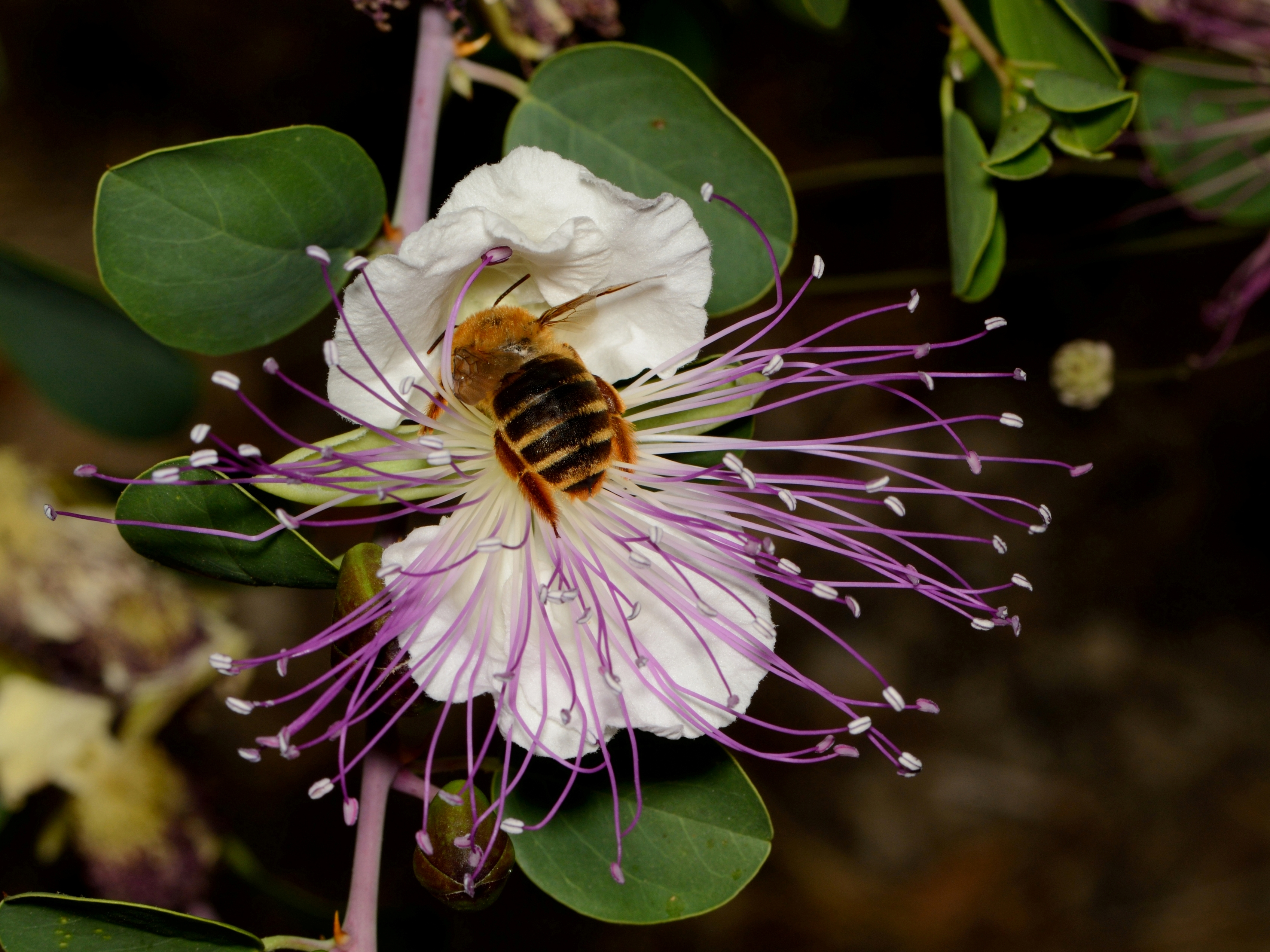
Drvodělka Xylocopa olivieri na květu kapary trnité
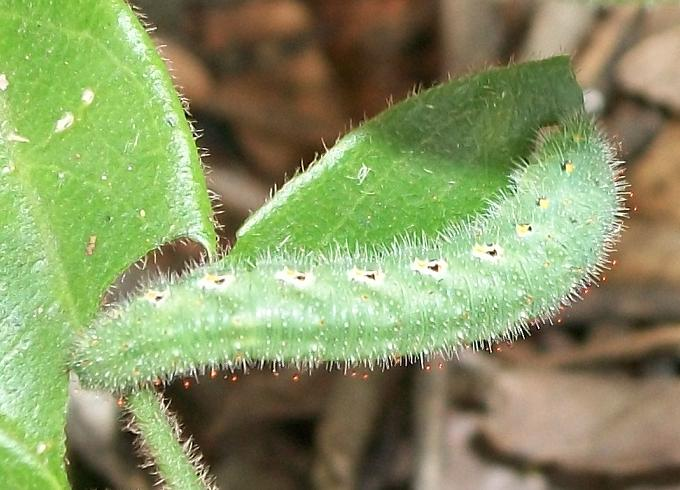
Housenka běláska Colotis euippe na listu Capparis sepiaria

## Obsahové látky a jedovatost
V kaparách byla zjištěna přítomnost poměrně pestré palety různých obsahových látek, mezi nejvýznamnější náležejí zejména alkaloidy, flavonoidy a glukosinoláty. Alkaloidy jsou v největším množství přítomny v kořenech a také v kůře. U kapary trnité bylo zjištěno celkem asi 20 různých alkaloidů, z nichž nejvíce zastoupen je stachydrin.
Kapara plstnatá (Capparis tomentosa) je pro savce jedovatá. Její příměs v pravidelném krmení způsobuje u koz nechutenství, slabost zadních končetin a nejistou chůzi. Dochází k poškození vnitřních orgánů, zejména ledvin, a anémii. Zaznamenány byly i otravy u člověka a také velbloudů. Některé zdroje však uvádějí, že rostlina je jedlá.
Kořeny a listy africké Capparis fascicularis jsou také jedovaté. Otrava je provázena zvracením a průjmy a může mít smrtelný průběh.

Alkaloid stachydrin

## Taxonomie a etymologie
Rod Capparis je dle výsledků fylogenetických studií sesterskou skupinou kladu zahrnujícího převážně africké rody Boscia (30 druhů), Cadaba (29), Maerua (70), Ritchiea (23) a Thilachium (14 druhů).
Americké druhy byly přesunuty do rodu Morisonia (87 druhů od jihu USA po Patagonii). V minulosti byly tyto druhy v některých taxonomických systémech rozřazovány do řady samostatných druhů.
Název Capparis původně pochází z arabského slova kabbar, označujícího kapary. Toto označení bylo přejato do řečtiny a vzniklo z něj řecké κάππαρις.

## Zástupci
- kapara cejlonská (Capparis zeylanica)
- kapara čínská (Capparis cantoniensis)
- kapara chrupavčitá (Capparis cartilaginea)
- kapara krvavokvětá (Capparis decidua)
- kapara květnatá (Capparis floribunda)
- kapara mnohokvětá (Capparis multiflora)
- kapara plstnatá (Capparis tomentosa)
- kapara šedá (Capparis canescens)
- kapara trnitá (Capparis spinosa)[1][3]

## Význam

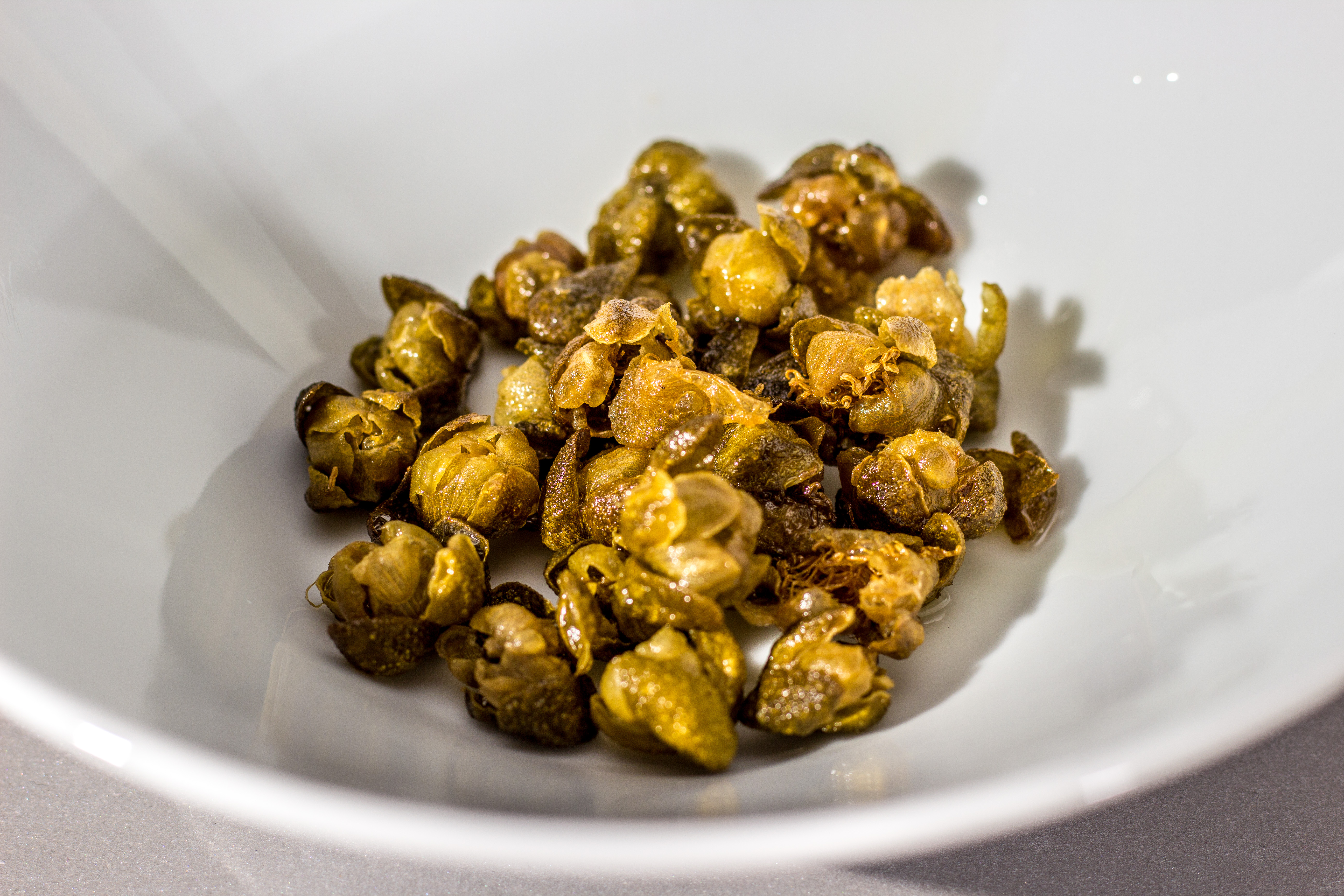
Nakládané kapary

Květní poupata kapary trnité, nakládaná do slaného nebo kyselého láku, jsou ve Středomoří již od časů starověkého Řecka používána jako koření a pikantní přísada k jídlu. Obdobné využití mají i v jižním Pákistánu a indickém Paňdžábu. Někdy se nakládají i plody. Podobně jsou využívána i poupata asijské Capparis sepiaria a australských druhů Capparis arborea, C. sarmentosa a C. velutina.
Z nezralých i plně dozrálých plodů kapary krvavokvěté (Capparis decidua, syn. C. aphylla) se v severní Africe, Arábii a Indii připravují kořenící omáčky a jedí se i syrové.
Semena jihočínské Capparis masaikai obsahují proteiny sladké chuti a jsou lokálně používána jako sladidlo.
Květy kapar jsou poměrně nápadné a pohledné, samotné rostliny ale nebývají příliš vzhledné a jako okrasné rostliny se pěstují zřídka.
Africká Capparis erythrocarpos je pro své otrnění vysazována do živých plotů. Za podobným účelem se zejména v Thajsku používá asijská Capparis micracantha.
Řada druhů je využívána zejména v indické a v omezenější míře i v čínské tradiční medicíně. Mezi druhy s nejširším spektrem lékařského využití náleží kapara krvavokvětá (Capparis decidua). Používá se jako laxativum, stimulans a tonikum, při kašli a astmatu, k léčení ran a nehojících se vředů aj. Dalším druhem používaným v indické medicíně je kapara cejlonská (Capparis zeylanica), Capparis micracantha, C. sepiaria, C. grandis a jiné.
Jedovatá kapara plstnatá (Capparis tomentosa), rozšířená v Africe a Arábii, se používá jako projímadlo, diuretikum a prostředek k vyvolání potratu. Sušená kůra slouží i při léčení lepry a rakoviny. Rostlina má také využití v magii ke zkrocení zlých duchů.
Hořká kůra kapary trnité se v Saúdské Arábii používá při ošetřování artritidy, nálev z rostliny slouží jako emetikum a podává se při onemocněních jater a sleziny.